# 大谷温泉 (島根県)
大谷温泉（おおたにおんせん）は島根県益田市大谷町985-1ある温泉である。

## 概要
益田川の支流、大谷川沿いに湧く温泉。明治時代末にサルが湯あみしているのを見て発見された湯で、農閑期に村人に利用されるようになったと言われている。

## 温泉街
旅館は『かじか荘』1軒のみで、浴場は大浴場と治療用の濃度の高い小浴場で構成されている。旅館の裏にある薬師堂には、湯治の結果不要になった松葉杖が奉納されている。夏には一軒宿の横を流れる渓流にホタルが舞い、カジカが澄んだ鳴き声を聞かせる。

## 泉質等
- 酸性明礬緑礬泉[1]
- 泉温：14 °C（浴用加熱）[1]
- 効用：神経痛、リウマチ、火傷、皮膚病など（※いずれも効能はその効果を万人に保証するものではない）[1]

## アクセス
- 山陰本線益田駅よりタクシーで15分。国道191号大谷経由約8㎞[1]。